# Golpe de Estado no Peru em 1948
O golpe de Estado no Peru de 1948 foi um golpe de Estado perpetrado em 27 de outubro de 1948 pelo general de brigada Manuel Odría juntamente com a guarnição de Arequipa, que se sublevou na chamada "Revolução Restauradora", contra o governo de José Luis Bustamante y Rivero. O golpe militar deu lugar a um período de quase vinte meses em que o presidente deposto foi processado, o estado de emergência foi decretado em todo o país e o Congresso Nacional foi dissolvido.

## Antecedentes
José Luis Bustamante y Rivero assumiu a presidência peruana nas eleições de 1945 com o apoio da Frente Democrática Nacional, uma aliança de partidos como o APRA (sob a denominação «Partido del Pueblo»), o Partido Comunista Peruano e outros partidos democráticos e de tendências esquerdistas. Contou também com o apoio de sindicalistas e das classes populares.
O governo de Bustamante y Rivero teve que enfrentar situações políticas e sociais difíceis, como a predominância do APRA no Congresso e o posterior confronto entre o Executivo e o Legislativo, e o assassinato, supostamente pelos apristas, do diretor do jornal La Prensa, Francisco Graña Garland. As discrepâncias entre os setores conservadores e militares com o governo devido à recusa em se distanciar do APRA fizeram com que a crise se agravasse até a renúncia do gabinete presidido por Júlio Ernesto Portugal.
O momento decisivo para a oligarquia exportadora e os setores antiapristas iniciarem o caminho para a tomada do poder por meio de um golpe de Estado ocorreu em 3 de outubro de 1948 com a revolta dos marinheiros em El Callao, incentivados pelo APRA e pelos militares afins.

## Fatos
Em 27 de outubro de 1948, Manuel Odría, que havia sido Ministro de Governo e Polícia no governo de Bustamante y Rivero, rebelou-se à frente da guarnição de Arequipa. Nomeou seu ato subversivo de «Revolución Restauradora» e leu visivelmente nervoso seu Manifiesto a la Nación na Rádio Continental, no qual declarou o seguinte:
As demais guarnições do Peru, como a de Cuzco e as do norte do país, hesitaram em aderir ao movimento iniciado em Arequipa, mas sua vitória foi decidida quando a guarnição de Lima, comandada pelo general Zenón Noriega, se uniu a Odría. O golpe de Estado culminou com sucesso com a deportação do presidente Bustamante para Buenos Aires, Argentina. Noriega assumiu o poder interino, como Presidente da Junta Militar, até a chegada de Odría (29 de outubro de 1948).

## Nota
- Este artigo foi inicialmente traduzido, total ou parcialmente, do artigo da Wikipédia em castelhano cujo título é «Golpe de Estado en Perú de 1948».